# Джовани Рейна
Вижте пояснителната страница за други личности с името Джовани.
Джовани Алехандро Рейна (на английски: Giovanni Reyna) е американски професионален футболист, който играе като атакуващ полузащитник за Борусия Дортмунд и националния отбор на Съединените щати. Той е включен в „Следващото поколение 2019“ на „Гардиън“. 

## Биография
Рейна е роден на 13 ноември 2002 г. в Съндърланд, докато баща му Клаудио Рейна играе за Съндърланд АФК. Семейството му се премества обратно в Съединените щати, установявайки се в Бедфорд, Ню Йорк, през 2007 година, когато Джовани е на пет. Той се присъединява към академията на родния си клуб Ню Йорк Сити ФК през 2015 година и продължава да играе там до 2019 година, когато се премества в Германия, за да се присъедини към академията на Борусия Дортмунд.

## Клубна кариера

### Борусия Дортмунд

#### 2019 – 21: Пробив и Купата на Германия
На 18 януари 2020 година Рейна направи своя дебют в Бундеслигата за Борусия Дортмунд, като влезе като резерва в 72-ата минута при победа с 5 – 3 срещу ФК Аугсбург. Така той стана най-младият американец на 17 години и 66 дни, който някога се е появявал в Бундеслигата, счупвайки рекорда, поставен преди това от Кристиан Пулишич.
На 4 февруари Рейна отбеляза първия си професионален гол при поражение с 3 – 2 от Вердер Бремен в осминафиналите на Купата на Германия По този начин той стана най-младият голмайстор в историята на Купата на Германия. На 18 февруари 2020 година Рейна стана третият най-млад играч, появявал се някога в мач с нокаут от Шампионската лига на УЕФА, когато влезе като резерва в 67-ата минута срещу Пари Сен Жермен. Девет минути по-късно Рейна отбеляза победния гол на Ерлинг Хааланд за Борусия Дортмунд в реванша от осминафиналите, като стана най-младият американец, който играеше и записа асистенция в мач от Шампионска лига. 
На 16 май Рейна трябваше да започне първия си мач от Бундеслигата за Борусия Дортмунд в тяхното дерби срещу Шалке, но получи контузия в прасеца по време на загрявките.  Рейна се завърна на 23 май и игра в последните 11 минути от победата с 2:0 срещу VfL Wolfsburg. На 14 септември 2020 година Рейна стартира в мач на DFB-Pokal и вкара със свободен удар при победа с 5:0 срещу MSV Duisburg. На 19 септември 2020 година Рейна отбеляза първия си гол в Бундеслигата при победа с 3:0 срещу Борусия Мьонхенгладбах, на възраст 17 години и 311 дни,  за да стане вторият най-млад голмайстор в Бундеслигата след Кристиан Пулишич, на 17 години и 211 години. дни. 
На 3 октомври 2020 година, в третата си изява в лигата през сезон 2020 – 21, Рейна асистира 3 гола – дупка на Ерлинг Хааланд и удар с глава на Емре Джан от ъглов удар, за да победи Фрайбург с 4 – 0.  В резултат на това Рейна стана първият американец, записал хеттрик от асистенции в една от 5-те големи европейски първенства, след като Стив Черундоло го направи за Хановер през март 2008 година, и най-младият играч, който някога е правил това в Бундеслигата. 
На 5 декември Рейна отбеляза втория си гол в Бундеслигата срещу Айнтрахт Франкфурт, с близо до гредата точно в 18-ярда. Този гол го направи вторият най-млад американец, отбелязал два пъти в лигата, след като настоящото крило на Челси Кристиан Пулишич направи това за същия клуб като Рейна, Борусия Дортмунд. На 22 декември той беше избран за Млад играч на годината на американския футбол за 2020 година. 
Рейна беше заместник във второто полувреме на Дортмунд при победата им с 4 – 1 над РБ Лайпциг във финала на DFB-Pokal 2021 на 13 май 2021 година. Участието му в мача го бележи като най-младия американец, участвал във финал за национална купа в Европа, рекорд, който преди това държеше неговият международен съотборник Кристиан Пулишич. 

#### Сезон 2021 – 22
На 28 юли 2021 година Дортмунд обяви, че Рейна ще носи фланелка с номер 7 за предстоящия сезон, носена преди това от Джейдън Санчо. На 27 август той стана най-младият играч, който направи 50 мача в Бундеслигата по време на мача от първенството срещу Хофенхайм. 

## Международна кариера
След като представляваше Съединените щати на няколко младежки нива, Рейна получи първото си повикване в старшия отбор на Съединените щати за мачове срещу Уелс и Панама през ноември 2020 г.  На 12 ноември 2020 г., ден преди осемнадесетия си рожден ден, Рейна направи своя дебют за старши националния отбор срещу Уелс.  В следващия мач, приятелска победа с 6 – 2 над Панама, Рейна започна и отбеляза първия си гол за възрастни директно от свободен удар. 

## Личен живот
Джовани е син на бившите Рейнджърс, Съндърланд, Манчестър Сити, Ню Йорк Ред Булс и играча на Съединените щати Клаудио Рейна  и Даниел Игън, бивш член на женския национален отбор по футбол на Съединените щати. Рейна е от португалски и аржентински произход чрез баща си и от ирландско-американски произход чрез майка си.  Рейна е роден в Съндърланд, Англия, докато баща му играе за Съндърланд. Рейна започва международната си кариера, като играе с младежките отбори на Съединените щати, но след като впечатлява с Борусия Дортмунд, той привлича интерес от националните отбори на Португалия, Англия и Аржентина, за всички от които имаше право да играе.  В крайна сметка, в интервю от март 2020 г. за Sports Illustrated, Рейна декларира намерението си да играе за Съединените щати: „Наясно съм със слуховете, но за мен е съвсем ясно. Искам да играя само за САЩ. Това е моята родина." 
Той е кръстен на бившия съотборник на баща си от Рейнджърс Джовани ван Бронкхорст.

## Кариерна статистика

### Клуб
| Клуб             | Сезон            | лига             | лига       | лига | DFB-Pokal  | DFB-Pokal | Европа            | Европа | Друго             | Друго | Обща сума  | Обща сума |
| Клуб             | Сезон            | дивизия          | Приложения | Цели | Приложения | Цели      | Приложения        | Цели   | Приложения        | Цели  | Приложения | Цели      |
| ---------------- | ---------------- | ---------------- | ---------- | ---- | ---------- | --------- | ----------------- | ------ | ----------------- | ----- | ---------- | --------- |
| Борусия Дортмунд | 2019 – 20        | Бундеслига       | 15         | 0    | 1          | 1         | 2                 | 0      | 0                 | 0     | 18         | 1         |
| Борусия Дортмунд | 2020 – 21        | Бундеслига       | 32         | 4    | 5          | 3         | 8 [lower-alpha 1] | 0      | 1                 | 0     | 45         | 7         |
| Борусия Дортмунд | 2021 – 22 г      | Бундеслига       | 4          | 2    | 1          | 0         | 1                 | 0      | 1 [lower-alpha 2] | 0     | 7          | 2         |
| Общо в кариерата | Общо в кариерата | Общо в кариерата | 51         | 6    | 7          | 4         | 11                | 0      | 2                 | 0     | 71         | 10        |

1. ↑  Appearances in UEFA Champions League
2. ↑  Appearance in DFL-Supercup
3. ↑  Appearance in UEFA Europa League

### Международен
| национален отбор | Година    | Приложения | Цели |
| ---------------- | --------- | ---------- | ---- |
| Съединени щати   | 2020 г    | 2          | 1    |
| Съединени щати   | 2021 г    | 7          | 3    |
| Обща сума        | Обща сума | 9          | 4    |

| Не. | Дата              | Място на провеждане                         | Шапка с козирка | Опонент                 | Резултат | Резултат | Състезание                         |
| --- | ----------------- | ------------------------------------------- | --------------- | ----------------------- | -------- | -------- | ---------------------------------- |
| 1   | 16 ноември 2020 г | Стадион Винер Нойщат, Винер Нойщат, Австрия | 2               | </img> Панама           | 1 – 1    | 6 – 2    | Приятелски                         |
| 2   | 28 март 2021 г    | Парк Уиндзор, Белфаст, Северна Ирландия     | 4               | </img> Северна Ирландия | 1 – 0    | 2 – 1    | Приятелски                         |
| 3   | 6 юни 2021 г      | Empower Field в Mile High, Денвър, САЩ      | 7               | </img> Мексико          | 1 – 1    | 3 – 2 () | 2019 – 20 Лига на нациите КОНКАКАФ |
| 4   | 9 юни 2021 г      | Стадион Рио Тинто, Санди, САЩ               | 8               | </img> Коста Рика       | 4 – 0    | 4 – 0    | Приятелски                         |

## Отличия
Борусия Дортмунд
- Купа на Германия : 2020 – 21 [16]

САЩ U17
- Подгласник от шампионата на КОНКАКАФ до 17 години : 2019 г. [28]

Съединени щати
- Лига на нациите КОНКАКАФ : 2019 – 20 [29]

Индивидуален
- Най-добър XI шампионат на КОНКАКАФ U-17: 2019 г
- Младият играч на годината по футбол в САЩ : 2020 [15]
- Финали на Лигата на нациите на КОНКАКАФ Най-добър XI: 2021